# United Baloch Army
Die United Baloch Army (UBA; Urdu یونائیٹڈ بلوچ آرمی) war eine Rebellengruppe, die für die Freiheit von Belutschistan kämpfte. Sie wurde nur von der pakistanischen Regierung als Terrororganisation bezeichnet. Die UBA wurde am 15. März 2013 von der Regierung verboten.
Die Gruppe wurde angeblich von Mehran Marri angeführt und entstand als Ergebnis eines innerfamiliären Streits zwischen Marri und seinem Bruder Hyrbyair Marri, dem Anführer der Balochistan Liberation Army. BLA-Militante beschuldigen Mehran Marri, Waffen im Wert von 3 Millionen US-Dollar, sowie 800 Millionen Dollar von der BLA gestohlen zu haben.